# Варденис
Варденис (јерм. Վարդենիս) је град у јерменском марзу Гехаркуник. Град се налази југоисточно од језера Севан, на Масрикској равници, на надморској висини од 1.943 метра.
Удаљен је 168 км источно од главног града државе Јеревана, те 75 км од административног центра марза, града Гавара. Општински атар обухвата површину од 3.006 хектара, од чега 736 хектара обухвата сам град. Статус града добио је 1995. године.
У античким временима насеље на месту данашњег града било је познато под именом Васакашен. До 1969. носио је име Базаргечар.
У 2010. у граду је живело око 12.700 становника.

## Географија
Варденис се налази у југоисточном делу марза Гехаркуник, на 5 км удаљености од обала језера Севан, и на обронцима планинском масива Варденијских планина.
Град се налази у централном делу Масрикске равнице и на обалама реке Масрик која протиче кроз северни део града. Сама котлина је ограничена језером Севан са северозапада, Севанским и Источносеванским планинама са севера и североистока и Зангезуром са истока. Сама котлина представља интерпланинско удубљење испуњено речним и језерским седиментима.
У близини града се налази Севански национални парк.
Пошто лежи на надморској висини од 1.943 метра одликују га блага лета и веома хладне зиме. Зиме су доста дуге, трају и по 6 месеци, а у том периоду температуре су углавном испод нуле. Просечне зимске температуре износе око -6 °C. Снежне падавине почињу у новембру, а снег се топи у априлу. Снежне олује су уобичајена појава, и током сваке зиме забележи се тридесетак таквих временских непогода (највише у јануару). Цела Масрикска равница се одликује изразито високим степеном инсолације од 2.500 до 2.700 сати годишње. Количина падавина је мала а годишњи просек се креће од 400—500 мм.
Лета су доста кратка и блага, са мало падавина. Максималне температуре не прелазе 35 °C.

## Историја
Подручје данашњег града било је део историјске јерменске провинције Сјуник. Насеље је према легенди основао Хајков праунук Гегам и назвао га Гегамабак (јерм. Գեղամաբակ). Сјунишки књаз Габурн Васак је у IX веку основао ново насеље и преименовао га у Васакашен (јерм. Վասակաշեն), а то име је било актуелно све до  века. Почетком  века јерменска популација је напустила град и преселила се у Грузију.
Насеље је обновљено 1829/30. када су се у њега доселили Јермени протерани из западних делова Јерменије (данас Источна Анадолија) из града Дијадин. Варош је све до 1969. носила име Базаргечар (азер. Basarkeçər; јерм. Բասարգեչար) када је оно промењено у данашњи облик.
Након почетка рата у Карабаху 1988. Азерско становништво је напустило град који је током рата често био на удару Азербејџанске артиљерије.

## Демографија
Током совјетског периода цело подручје око Вардениса је било насељено мешовитим Азерским и Јерменским становништвом. Међутим између две земље је 1988. избио ратни сукоб око Карабаха, Азерско становништво је напустило град а са друге стране њих су замениле јерменске избеглице из Азербејџана. Према резултатима пописа из 2001. у граду је живело 13.700 становника. Изразита економска неразвијеност и велика стопа незапослености разлог су константног пада броја становника. Тако је број становника из 1996. у 2001. смањен за 2.500, а тај број је до 2010. опао за још 1.000 људи. Тако данас у граду живи око 12.700 становника (2010).
Готово целокупу популацију чине етнички Јермени, у конфесионалном смислу припадници Јерменске апостолске цркве.

## Привреда
Становништво се углавном бави пољопривредом, трговином и услугама. У самом граду постоје бројни мањи углавном породични прехрамбени објекти (млекаре и пекаре).
На 10 км западно од града у селу Сотк налази се рудник злата, а залихе ове руде су међу највећим у Јерменији управо у овом руднику.

## Занимљивости
Варденис је једно од најстаријих насељених места на територији данашње Јерменије. У граду и његовој околини налази се велики број културно-историјских споменика различите старости.
У центру града налази се Богородичина црква Сурб Аствацацин грађена крајем  и почетком  века. Црква је окружена бројним хачкарима и андгробним споменицима који датирају из — века.
У непосредној близини града налази се некропола настала измеђ 3. и 1. миленијума пре нове ере.
Из Вардениса је пореклом јерменски физичар и једног од оснивача теоријске астрофизике Виктор Амбарцумјан. Његова родна кућа је данас претворена у спомен музеј.

## Градови побратими
- Роман сир Изер, регион Рона-Алпи, Француска